# Vierstippige mierenzakkever
De vierstippige mierenzakkever (Clytra quadripunctata) is een keversoort uit de familie bladkevers (Chrysomelidae). De wetenschappelijke naam van de soort werd als Chrysomela quadripunctata in 1758 gepubliceerd door Carl Linnaeus.